# Предвзятость публикации
В опубликованных академических исследованиях предвзятость публикации возникает, когда результаты эксперимента или исследования влияют на решение опубликовать или иным образом распространить его. Публикация только тех результатов, которые показывают значимые выводы, нарушает баланс научных данных в пользу положительных результатов. Изучение публикационной предвзятости является важной темой в метанауке.
Несмотря на схожее качество выполнения и планирования исследований, статьи со статистически значимыми результатами имеют в три раза больше шансов быть опубликованными, чем те, которые не содержат значимых результатов. Это чрезмерно стимулирует исследователей манипулировать своими методами, чтобы обеспечить статистически значимые результаты, например, прибегая к выбору данных, подходящих под гипотезу.
Множество факторов способствует публикационной предвзятости. Например, как только научное открытие хорошо обосновано, может стать интересной публикация надежных статей, которые не опровергают нулевую гипотезу. Однако чаще всего исследователи просто отказываются предоставлять результаты, что приводит к предвзятости из-за отсутствия ответа. Также исследователи могут считать, что допустили ошибку, обнаружить, что нулевой результат не подтверждает известные выводы, потерять интерес к теме или ожидать, что другие не будут заинтересованы в нулевых результатах.
Природа этих вопросов и возникающие в результате проблемы образуют «пять болезней, угрожающих науке»: significosis — чрезмерная сосредоточенность на статистически значимых результатах; neophilia — чрезмерная ценность новизны; theorrhea — мания создания новых теорий; arigorium — недостаток строгости в теоретической и эмпирической работе; disjunctivitis — склонность к созданию множества избыточных, тривиальных и непоследовательных работ.
Попытки найти неопубликованные исследования часто оказываются сложными или неудовлетворительными. В целях борьбы с этой проблемой некоторые журналы требуют предварительной регистрации исследований (до сбора и анализа данных) в организациях, таких как Центр открытой науки. Другие предложенные стратегии для выявления и контроля публикационной предвзятости включают анализ кривой p-значений и снижение значимости малых и нерандомизированных, поскольку они более подвержены ошибкам и предвзятости.